# Ammothella biunguiculata
Ammothella biunguiculata är en havsspindelart som först beskrevs av Dohrn, A. 1881.  Ammothella biunguiculata ingår i släktet Ammothella och familjen Ammotheidae. Inga underarter finns listade i Catalogue of Life.